# Aymon di Montfalcon
Aymon di Montfalcon (noto anche come Aymon di Montfaucon) (1443 circa – 10 o 16 agosto 1517) è stato un vescovo cattolico e poeta svizzero.
È stato vescovo di Losanna dal 1491 fino alla sua morte.

## Biografia
Aymon proveniva da un'antica famiglia del ducato di Savoia. Era figlio di Guillaume de Montfalcon, signore di Flaxieu, e di Marguerite de Chervon Villette. Studiò, probabilmente a Torino, dove divenne dottore in diritto canonico, e nel 1462 divenne monaco benedettino a Saint-Rambert (Bugey).
Nel 1471 divenne consigliere di Amedeo IX di Savoia, e poi di Filiberto I.
Sempre nel 1471 divenne priore di Anglefort, nel 1476 anche di Ripaglia, e nel 1486 abate commendatario di Hautcrêt.
Al momento della successione di Benoît di Montferrand, cui legato da alleanza familiare, per tenere la diocesi di Losanna, Aymon fu il candidato designato dalla famiglia Savoia. Come già visto era infatti vicino ai duchi di Savoia.
Papa Innocenzo VIII, esaudendo i desideri dei duchi di Savoia, lo nominò il 16 maggio 1491 vescovo di Losanna. Nel 1492 divenne priore commendatario di Port-Valais e nel 1495 di Lutry, dal 1491 al 1517 fu amministratore della diocesi di Ginevra, per conto di Filippo di Savoia che era minorenne. 
Fu più volte ambasciatore sabaudo presso i confederati ed era in buone relazioni con Berna e Friburgo, che appartenevano in parte alla sua diocesi. Concesse una limitata autonomia alla città di Losanna. Fondò il convento dei carmelitani Sainte-Catherine du Jorat di Losanna e quello francescano a Morges.
Dopo la sua morte nel 1519 gli succedette nell'episcopato il nipote Sébastien.
Aymon fu anche un poeta e compose verso il 1475 « Le Procès du banni à jamais du Jardin d'Amour contre la volonté de sa Dame », dove si racconta in realtà la sua storia. Egli racconta come ha fatto incidere la sua iniziale, « A », e quella della sua amata, « M », intrecciate, sulle mura del suo castello a Losanna.

Et pour montrer amour entier,
Une des miennes ai arrachée,
Laquelle est, par subtil ouvrier,
Avec la sienne entrelacée.

Fu anche autore d'un pezzo poetico « Débat du gris et du noir », sotto forma di dibattito amoroso tra l'autore vestito di grigio e uno «sfortunato in amore», vestito di nero.
Di lui si conosce anche una pastorella.

Un jour allais chemin chevauchant,
De cœur léger et de penser pesant,
Comme celui qui veut éjouïr;
Ainsi allais par le chemin pensant,
Sans dire mot, compagnie cherchant,
Pour joie avoir et tristesse fuir. [...]

## Successione apostolica
La successione apostolica è:
- Arcivescovo Antoine de Vergy (1517)